# Менеджмент
Ме́неджмент (або «управління») — це процес планування, організації, мотивації та контроль організації з метою досягнення координації людських, фінансових, природних і технологічних ресурсів, необхідних для ефективного виконання завдань.[джерело?] За словами Анрі Файоля, «керувати — це прогнозувати і планувати, організовувати, командувати, координувати і контролювати». Менеджмент пронизує всю організацію, торкається практично всіх сфер її діяльності.

## Про менеджмент
Термін утворився від англійського дієслова to manage (керувати), яке, в свою чергу, походить від кореня латинського слова manus (рука). За своєю суттю термін певною мірою можна вважати синонімом терміна «управління», але останнє значно ширше.
З ґрунтовного Оксфордського словника англійської мови можна отримати такі тлумачення менеджменту:
1. спосіб, манера спілкування з людьми;
2. влада та мистецтво управління;
3. особливого роду вміння та адміністративні навички;
4. орган управління, адміністративна одиниця.

Крім визначення, пропонованого Оксфордським словником, існують інші підходи до визначення терміна «менеджмент»:[джерело?]
- менеджмент — це сукупність принципів, методів, засобів і форм управління виробництвом з метою підвищення його ефективності;
- менеджмент — це наука про управління людськими відносинами;
- менеджмент — це раціональний спосіб управління діловими організаціями;
- менеджмент — це особлива галузь наукових знань і професійної спеціалізації керівничих-менеджерів, які складають адміністративний штат;
- менеджмент — це вміння добиватись поставлених цілей, використовуючи працю та інтелект інших людей;
- менеджмент — це функція, вид діяльності, що полягає в керівництві людьми в різнорідних організаціях;
- менеджмент — це управління бізнесом, а бізнес є унікальною, винятковою справою у суспільстві.

Менеджмент як наука виникла і розвивається у зв'язку з необхідністю пояснити, чому та внаслідок чого процвітають чи руйнуються організації. Науковці в області менеджменту шляхом випробувань та практики в області управління методом спроб та помилок відповідають на питання: Чим виявляється успіх організації?. Відповідь на це питання дозволяє відповісти на більш прагматичне питання: Що може зробити керівник для забезпечення успіху організації?.
Організації складають основу світу менеджерів, саме в них спостерігаються процеси і стани, які є причиною існування менеджменту. Першочергова задача менеджменту полягає в створенні організаційної культури, творчого інноваційного клімату, які стимулюють працівників на нововведення.

## Основні види менеджменту у суспільстві

### Виробничий менеджмент
Керування виробництвом — це комплексна система забезпечення конкурентоспроможністі товару, що випускається на конкурентному ринку. Вона включає питання побудови виробничих і організаційних структур, вибору організаційно-правової форми управління виробництвом, збуту і фірмового обслуговування товару відповідно до попередніх стадій життєвого циклу.

### Фінансовий менеджмент
Керування фінансами — це комплексна система стійкості, надійності і ефективності управління фінансами. Вона включає формування і планування фінансових показників з дотриманням наукових підходів і принципів менеджменту, балансу прибутків і витрат, показників ефективності використання ресурсів, рентабельності роботи і товарів.

### Інноваційний менеджмент
Керування розвитком і розробками — це комплексна система управління інвестиціями, що вкладаються власниками в розвиток всіх видів інновацій. Вона включає побудову організаційних структур, вибір напрямів інновацій, оптимізацію інвестицій, різні аспекти управління персоналом.
Адміністративний менеджмент — це один з напрямків сучасного менеджменту, що вивчає адміністративно-розпорядчі форми управління.
Інші види менеджменту:
- менеджмент зовнішньоекономічної діяльності;
- менеджмент соціальної сфери;
- банківський менеджмент;
- податковий менеджмент;
- бюджетний менеджмент;
- організаційний менеджмент;
- міжнародний менеджмент;
- інформаційний менеджмент;
- проєктний менеджмент;
- стратегічний менеджмент;
- екологічний менеджмент;
- енергетичний менеджмент;
- фінансовий менеджмент;
- страховий менеджмент;
- кадровий менеджмент;
- антикризовий менеджмент;
- менеджмент у сфері програмного забезпечення;
- менеджмент готельного бізнесу та інші.

## Основні функції

### Планування
Складання плану завжди розглядається як початковий етап процесу управління. Воно означає, що хтось повинен вирішити: що, як, коли та ким має бути виконано. Керівництво організації повинно знайти відповіді на такі запитання:
- Де ми знаходимося в цей час? (Оцінити слабкі та сильні сторони організації у сфері фінансів, маркетингу, виробництва, трудових ресурсів).
- Куди ми хочемо рухатися? (Оцінити можливості та загрози в навколишньому середовищі: конкуренція, екологічні умови, постачання, якими повинні бути цілі та як їх досягти).
- Як ми збираємося це зробити?

### Організація
Як тільки план складений, необхідно підготувати та забезпечити його виконання. Наприклад, якщо у вас є план побудови будинку, то організація його виконання передбачає, зокрема, підбір та розміщення відповідних робітників, придбання та доставку необхідних для будівництва матеріалів.

### Мотивація
Мотивація — це таке регулювання спонукаючих стимулів людини, при яких виникає бажання працювати так, щоб сприяти досягненню цілей організації. Серед німців існує таке прислів'я: «Хто виробляє, той не керує, хто керує, той не виробляє». Зробити роботу якісно чужими руками — завдання не з простих. Для цього необхідні: талант, знання та вміння.

### Контроль
Останнім етапом процесу управління є здійснення контролю, тобто порівняння фактичних результатів із запланованими.
Названі функції управління потребують прийняття рішень; для їх здійснення необхідна комунікація, тобто обмін інформацією, яка необхідна для прийняття правильного рішення.

## Роль менеджменту в організації
Згідно з основними положеннями теорії систем, будь-який об'єкт, явище чи процес можна розглядати як систему. Під системою розуміють сукупність взаємозв'язаних в одне ціле елементів. Елемент системи — це частина цілого, яка в процесі аналізу не підлягає поділу на складові. Отже, будь-яка система:
- складається з двох або більшої кількості елементів;
- кожний елемент системи має властиві лише йому якості;
- між елементами системи існують зв'язки, за допомогою яких вони впливають один на одного;
- система не може існувати поза часом і простором. Система має часову сутність (її склад може бути визначений у кожний даний момент), а також свої межі та навколишнє середовище.

Перша особливість організації чи підприємства як системи полягає в тому, що воно — відкрита система, яка може існувати лише за умови активної взаємодії з навколишнім середовищем. Воно вибирає із проміжного та загального зовнішнього середовища основні фактори виробництва і, перетворюючи їх на продукцію (товари, послуги, інформацію) та відходи, передає знов у зовнішнє середовище. Умовою життєздатності системи є корисний (вигідний) обмін між «входом» і «виходом».
Інша особливість такої системи — її штучність. Ця система створена людиною заради її власних інтересів, передовсім спільної праці. Тому очевидною характеристикою будь-якого підприємства є поділ праці.
Розрізняють дві форми поділу праці: горизонтальну та вертикальну. Перша — це поділ праці через поділ трудових операцій на окремі завдання. Результатом горизонтального поділу праці є формування підрозділів підприємства, які виконують певні частини загального трансформаційного процесу. Оскільки роботу на підприємстві поділено між підрозділами та окремими виконавцями, хтось має координувати їхні дії, щоб досягти загальної мети діяльності.
Тому об'єктивно виникає потреба у відокремленні управлінської праці від виконавчої. Отже, необхідність управління зв'язана з процесами поділу праці на підприємстві.
Для того, щоб організація досягла своєї мети, завдання повинні бути скоординовані шляхом вертикального поділу праці. Тому управління є істотно важливою діяльністю для організації. Однак у малих організаціях часто немає чітко виділеної групи керівників. Наприклад, у невеликій крамниці, яка є власністю двох партнерів, один може ухвалювати рішення щодо постачання, виконуючи тим самим керівну функцію протягом тижня, а другий — протягом другого тижня. Вони обидва координують свої робочі графіки, щоб забезпечити крамниці години роботи. Але обидва партнери також виконують і некерівні функції, обслуговуючи покупців, розкладаючи товари на полицях. Ні один із партнерів не вважає другого господарем чи керівником. Хоча керівні функції не виділені чітко, основна функція — координування — виконується.
Вертикальний поділ праці приводить до формування рівнів керівництва по вертикалі; деякі керівники витрачають час на координування праці інших керівників, які, в свою чергу, також координують працю інших керівників, доки, зрештою, ми не станемо на рівень керівників, які координують працю некерівного персоналу, тобто людей, які фізично виготовляють продукцію чи виконують послуги. Такий вертикальний поділ праці утворює рівні керівництва. Більшість організацій має три рівні керівництва: верхній, середній, нижній. Керівники кожного рівня виконують однакові функції. Різниця лише в тому, якого значення вони надають тій чи іншій функції. Керівники верхнього рівня приділяють плануванню та організації більше часу, ніж керівники нижчих рівнів.
Керівники верхнього рівня середніх і великих організацій концентрують увагу на плануванні майбутнього, постановці мети, визначенні курсу дій, правил і процедур їх виконання. Вони відповідають за процвітання організації і тому повинні планувати, спрямовувати та контролювати її діяльність. Менеджер середнього рівня приділяє керівництву та контролю більше часу, ніж керівник верхнього рівня.
Керівники середньої ланки очолюють відділення та відділи. Вони повинні так організувати їхню роботу, щоб цілі організації були досягнуті, а її політика проводилася в життя; повинні добирати та зберігати хороших працівників. Вони відповідають за керівництво повсякденною діяльністю своїх підрозділів. До середньої ланки керівників належать керівники цехів, складів, начальники ВТК та інші.
Нижній рівень керівництва — це рівень посадових осіб, які безпосередньо керують роботою своїх підлеглих. Посади менеджерів нижньої ланки такі: майстер, бригадир, керівник групи, агент з питань постачання, експедитор.
Менеджер нижнього рівня витрачає більшу частину свого часу на мотивацію та контроль підлеглих. На цьому рівні управління функції планування та організації менш важливі для менеджера, ніж функції контролю та мотивації. І все-таки більшість керівників виконує всі чотири функції управління. Слід зауважити, що ясно та чітко визначати кожний з трьох рівнів керівництва неможливо.

## Критерії ефективного управління
Керування людьми, здійснюване менеджером, ґрунтується на ряді принципів:
1. підтримка в підлеглих почуття самоповаги. Спочатку потрібно похвалити підлеглого і тільки потім — давати вказівки щодо поліпшення роботи;
2. увага проблемам, а не особистостям;
3. активне використання методів підкріплення позитивних реакцій на бажані дії чи негативних — на небажані. На зміну поведінки людей реагувати потрібно відразу ж, тому що відстрочена реакція викликає зайву плутанину;
4. висування ясних вимог, підтримка постійного контакту з людьми, міцних зворотних зв'язків.

Ґрунтуючись на цих принципах, менеджер повинний домагатися від підлеглих бажаних результатів:
- наводити на думки тих, хто бідує лише в підказці;
- давати поради тим, хто має потребу в тому, щоб їх постійно наставляли, консультували, спонукали до дій;
- давати прямі вказівки, нагадувати про необхідність діяти некмітливим;
- у категоричній формі наказувати, наполегливо вимагати виконання від тих, хто нехтує порадами, вказівками, рекомендаціями;
- звільняти, якщо немає іншого засобу змусити людей підкорятися, і, навпаки, заохочувати за сумлінне виконання усіх вказівок керівника.

Як і з ким працювати — багато в чому залежить від особливостей характеру людей, не тільки підлеглих, але і керівників. Цей момент менеджер обов'язково повинний враховувати.